# Rivierenbrug
De Rivierenbrug is een betonnen liggerbrug over de Demer op de grens van Betekom, een deelgemeente van Begijnendijk, en Gelrode, een deelgemeente van Aarschot. De huidige brug werd gebouwd in 1986, bestaat uit één overspanning van 33,25 m lang en is 11,6 m breed.
Omdat de gemeentegrens de oude, meanderende loop van de Demer volgt, en niet de rechtgetrokken Demer, loopt de gemeentegrens schuin over de brug. De vroegere brug over de oude Demer lag ten zuiden van de huidige brug en was een ophaalbrug met constructies in vakwerkstijl.
De brug werd genoemd naar de heren van Rivieren, die een kasteel ten zuiden van de locatie van de brug bezaten.
In augustus 2017 werd de brug een van de 'Demerpoorten', vijf toeristische plekken langs de Demer naar initiatief van de provincie Vlaams-Brabant. Het kunstwerk op de brug stelt een tolhuisje voor.